# 堺電気館
堺電気館（さかいでんきかん）は、かつて存在した日本の映画館である。1899年（明治32年）10月、大阪府堺市宿院（現在の同府同市堺区大町東2丁）に寄席七尾亭（ななおてい）として開館、1915年（大正4年）には常設映画館電気館（でんきかん）となった。1945年（昭和20年）7月10日の堺大空襲で全焼した。第二次世界大戦後、堺東駅西口に新築・移転した。1961年（昭和36年）に閉館した。同市内最古の映画館のひとつであった。

## 沿革
- 1899年10月 - 寄席七尾亭として開館[15]
- 1915年 - 常設映画館電気館となる[1][2][3][15]
- 1945年7月10日 - 堺大空襲で全焼[16]
- 1949年前後 - 堺東駅西口に新築・移転[9][11][12][13]
- 1961年 - 閉館[13][14]

## データ
- 所在地 : 大阪府堺市三国丘御幸通19番地[9][11][12][13]
  - 現在の同府同市堺区三国ヶ丘御幸通19番地、跡地にジョルノ専門店街契約駐車場[17]

北緯34度34分23秒 東経135度29分2秒 / 北緯34.57306度 東経135.48389度
- 移転前 : 同府同市宿院 宿院頓宮境内[4][5][6][15]、現在の同府同市堺区大町東2丁[7][15]
北緯34度34分33秒 東経135度28分24秒 / 北緯34.57583度 東経135.47333度
- 経営 : 
  1. 泉谷虎吉 （1899年[15] - 1945年[4][5][6][7][8]）
  2. 本山敬二郎 （1949年前後[9][11] - 1961年[12][13]）
- 支配人 : 
  1. 吉田禎二 （1920年代 - 1945年[4][5][6][7][8]）
  2. 新田安信 （1949年前後[9][10] - 1953年）
  3. 中村忠次郎 （1953年 - 1955年[11]）
  4. 山品廉 （1955年[12] - 1960年）
  5. 峰久 （1960年 - 1961年[13]）
- 構造 : 木造二階建[11][12][13]
- 観客定員数 : 
  - 移転前 : 356名（1926年[4] - 1929年[5]） ⇒ 750名（1930年[6]） ⇒ 274名（1941年[7] - 1943年[8]）
  - 移転後 : 525名（1955年[11]） ⇒ 500名（1956年[12]） ⇒ 550名（1960年 - 1961年[13]）

## 概要

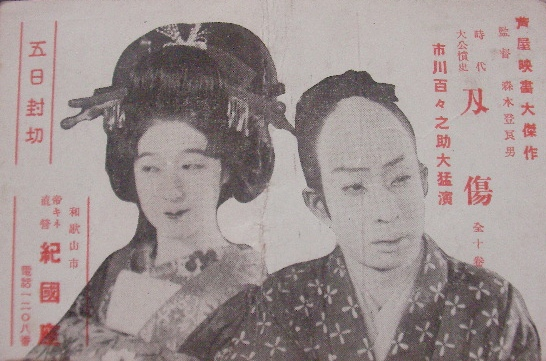
1926年（大正15年）10月14日公開の『刃傷』（主演市川百々之助、監督森本登良夫）のチラシ（帝国キネマ演芸直営館、紀國座のもの）。

### 宿院境内の映画館
1899年（明治32年）10月、大阪府堺市宿院（現在の同府同市堺区大町東2丁）の宿院頓宮の境内に、寄席七尾亭として開館している。当時の宿院頓宮は、第二次世界大戦後に再建された現在地（宿院町東2丁1番地6号）ではなく、現在の大町東2丁にあり、同館は宿院に隣接して立地し、すぐ近くに芝居小屋の卯之日座（戦後の宿院劇場）や、寄席の旭席が存在した。当時の宿院境内、宿院通り、あるいは山之口筋の交差するこのあたりは、参詣客や商店の客でにぎわっていた。阪堺電気軌道阪堺線の宿院停留場もすでに存在し（1912年開業）、沿線の住民もこの地を訪れた。開館当時の同館は、剣舞や詩吟の実演を上演するような空間であった。同館の経営者は泉谷虎吉であった。
同館が映画館に業態を転換したのは1915年（大正4年）であり、電気館と改名して再開館した。同年12月発行の『キネマ・レコード』には、同館の館名が掲載されている。市内に存在したもう1つの映画館も、天神の名で知られる菅原神社（現在地・戎之町東2丁1番地38号）の境内にあり、戎座といった。1925年（大正14年）に発行された『日本映画年鑑 大正十三・四年』には、堺電気館として掲載されており、同館の興行系統は帝国キネマ演芸であった。同市内の映画館は、同館を含めてひきつづき3館であり、卯之日館は日活、戎座は東亜キネマの作品をそれぞれ上映していた。
1927年（昭和2年）に発行された『日本映画事業総覧 昭和二年版』によれば、同館の館主および経営者は泉谷虎吉、支配人は吉田禎二、興行系統はひきつづき帝国キネマ演芸であった。当時の同館で上映された代表的な作品として、1926年（大正15年）7月1日公開の『劔難』（主演市川百々之助、監督森本登良夫）と、マキノ・プロダクションおよび日活・松竹キネマとの4社競作であり、同年2月14日に第一篇が公開された『孔雀の光』（主演尾上紋十郎、監督後藤秋声、全4篇）を挙げている。同書には、同年当時の同市内の映画館は、日活作品を上映する卯の日座（宿院、経営・吉村佐吉）、松竹キネマ作品を上映する戎座（花田口町、経営・今井孝吉）のほか、東亜キネマおよびマキノ・プロダクション作品を上映する大和田倶楽部（並松町、経営・今井孝吉）が新たに加わって、同館を含めて合計4館が掲載されている。したがって、4社競作の『孔雀の光』は、同市内の4館が同一原作の作品で競合したことになる。同年10月20日には、関西活動写真業組合が発足し、同館経営者の泉谷虎吉は、幹事を務めた今井孝吉、戎座支配人の米田吟造、卯の日座館主の吉村佐吉、新たに開館した太陽館（北安井町）の富士松福松、大和川館（大和川町、のちの堺劇場）の橋本專太郎とともに同組合に組合員として加盟した。同館は、帝国キネマ演芸作品の上映館でありつづけたが、1931年（昭和6年）8月28日には帝キネ自体が崩壊し、改組されて新興キネマになっている。
1940年（昭和15年）前後の時期に、同館経営者の泉谷虎吉は、岸和田市にあった同名の電気館（のちの岸和田電気館、北町28番地）を手中に収め、第二電気館と改称させている。1942年（昭和17年）には第二次世界大戦による戦時統制が敷かれ、日本におけるすべての映画が同年2月1日に設立された社団法人映画配給社の配給になり、すべての映画館が紅系・白系の2系統に組み入れられるが、同年発行の『映画年鑑 昭和十七年版』には、同館の興行系統については記載されていない。同館はひきつづき館主・泉谷虎吉、支配人・吉田禎二という体制で経営が行われており、観客定員数は274名であった。戦争末期の1945年（昭和20年）7月10日未明に行われた第6回大阪大空襲、いわゆる堺大空襲で宿院一帯は壊滅し、同館も全焼した。

### 戦後・移転と再開
同市中心部は空襲の爪痕が深かったが、1949年（昭和24年）前後には、南海電気鉄道高野線の堺東駅西口、三国丘御幸通19番地（現在の堺区三国ヶ丘御幸通19番地）に木造二階建の映画館を新築、この地で営業を再開した。この新しい場所での電気館の経営は、戦前の泉谷虎吉に代って本山敬二郎が行い、支配人には新田安信が就任した。一方、戦前に同一経営であった岸和田市の第二電気館のほうも、関西映興を経営する岩崎治良（1900年 - 没年不詳）に経営が代っており、両館の間に資本関係はなくなった。同館の再開館当時の同市内の映画館は、戦前に東宝映画（現在の東宝）の直営館であったが当時は東宝および新東宝の二番館であった堺東宝映画劇場（北瓦町87番地、経営・正木孝之）、そして復興して大映の二番館となった太陽館（北安井町11番地、経営・興亜厚生）、同じく復興して松竹の二番館となった菅原館（出口町3番地、経営・小猿福松）、同じく復興して大和川館から改称した邦画混映館の堺劇場（七道東之町124番地、経営・興亞厚生）、と同館を含めて合計5館であった。戦時中の10館から半減してのスタートであった。再開館当初の同館の興行系統は、セントラル映画社（英語: CMPE, セントラル・フィルム・エキスチェンジとも）の独占配給するアメリカ映画であった。
1951年（昭和26年）12月27日にはセントラル映画社は解体されたため、興行系統は輸入映画（洋画）の混映館になった。1953年（昭和28年）には支配人が中村忠次郎に変わっている。1956年（昭和31年）に発行された『映画年鑑 1956 別冊 全国映画館総覧』によれば、支配人が山品巌に変わっており、同市内の映画館は同館を含めて14館を数え、わずか5年間で約3倍の数の映画館数となった。
その後、興行系統が松竹・大映・東映の混映館となり、同館を経営した本山敬二郎は、国鉄阪和線（現在の西日本旅客鉄道阪和線）の堺市駅の西側、北三国丘町8丁295番地に金岡劇場（観客定員数250名）を新たに開館、経営したが、本山は金岡劇場一本に絞り、1961年（昭和36年）には同館を閉館した。同年には、同市内の映画館は合計27館を数え、市内映画館数のピークを迎えたが、金岡劇場が閉館する1965年（昭和40年）には、17館に激減していた。Google ストリートビューによれば、2009年（平成21年）7月現在の同館跡地は、1981年（昭和56年）に地域再開発により完成し北側に隣接するジョルノ専門店街の契約駐車場である。ジョルノはその後の再々開発により2021年（令和3年）4月3日に改築再開業し、現在に至る。

## 金岡劇場
金岡劇場（かなおかげきじょう）は、かつて存在した日本の映画館である。第二次世界大戦後、堺電気館を復興した本山敬二郎が、1958年（昭和33年）前後の時期、国鉄阪和線（現在の西日本旅客鉄道阪和線）の堺市駅の西側、大阪府堺市北三国丘町（現在の同府同市堺区北三国ヶ丘町）に開館した。本山は堺電気館を1961年（昭和36年）に閉館し、木造一階建・観客定員数250名の同館一本に映画館経営を絞ったが、1965年（昭和40年）に閉館、映画館事業から撤退した。
- 所在地 : 大阪府堺市北三国丘町8丁295番地[13][14][21]、現在の同府同市堺区北三国ヶ丘町8丁2番地近辺
- 経営 : 本山敬二郎[13][14][21]
- 支配人 : 高松正信[13][14][21]
- 構造 : 木造一階建[13][14][21]
- 観客定員数 : 250名[13][14][21]